# NGC 359
NGC 359 je galaksija u zviježđu Kit.

## Vanjske poveznice
- SEDS: NGC 359